# Melissa Horn
Astrid Melissa Edwarda Horn Weitzberg (8 april 1987) is een Zweedse popartiest.
In november 2007 debuteerde ze met de single ‘Långa nätter’. Na haar gelijknamige debuutalbum ‘Långa nätter’ (2008) verschenen de studioalbums ‘Säg ingenting till mig’ (2009), ‘Innan jag kände dig’ (2011), ‘Om du vill vara med mig’ (2013) en ‘Jag går nu’ (2015). Op 13 september 2019 verscheen haar zesde album ‘Konstgjord andning’. Met haar zes studioalbums heeft ze hoge noteringen gehaald in zowel Zweden, Noorwegen als Denemarken.

## Biografie
Melissa Horn is opgegroeid in Stockholm. Hoewel haar moeder zangeres was, heeft haar vader - een anesthesioloog - haar muzikaal het meest beïnvloed. Ook haar vier broers maakten muziek, hoewel niet professioneel. Het besef dat je zoveel kunt vertellen met muziek werd haar duidelijk dankzij een van haar basisschoolleraren, waarna ze zelf muziek wilde gaan schrijven. Toen ze vijftien jaar was kreeg ze haar eerste gitaar en het duurde niet lang voordat ze haar eerste nummer schreef. Op het voortgezet onderwijs volgde ze muzieklessen en kwam ze in contact met een muziekproducent. Uiteindelijk had ze al een contract voordat ze met het voortgezet onderwijs klaar was.

## Carrière
Nadat Melissa Horn het voortgezet onderwijs had afgerond begonnen de opnames voor haar eerste nummer en album. Ondertussen kreeg ze de kans om als gastartiest op te treden tijdens Peter LeMarcs tournee in 2007. In november 2007 debuteerde ze met de single ‘Långa nätter’. Haar gelijknamige debuutalbum ‘Långa nätter’ (vertaling: ‘Lange nachten’) verscheen op 30 april 2008 en werd bekroond met een gouden plaat in 2010. De doorbraak kwam met het duet ‘Som jag hadde dig förut’, die ze samen met de Zweedse singer-songwriter Lars Winnerbäck opnam en terug te vinden is op haar debuutalbum. Op 14 oktober 2009 bracht ze haar tweede album ‘Säg ingenting till mig’ (vertaling: ‘Zeg niets tegen mij’) uit, die werd gevolgd door een uitverkocht tournee door Zweden. Al binnen drie maanden leverde dit album een gouden plaat op. In maart 2011 passeerde het album de verkoopgrens van 40 duizend en werd het bekroond met een platina plaat. In datzelfde jaar werd ook haar debuutalbum bekroond met een platina plaat.
Op 21 augustus 2011 speelde Melissa Horn - als enige Zweedse artiest - haar nummer ‘Kungsholmens hamn’ (Kungsholmen is een eilandje in Stockholm) live tijdens de herdenkingsceremonie van de vele slachtoffers die gevallen zijn op het Noorse eilandje Utøya en Oslo vanwege de aanslagen in Noorwegen in 2011. Een week na de herdenkingsceremonie behaalde dit nummer de derde plaats op de Noorse hitlijst, de VG-lista. Dit nummer had ze oorspronkelijk geschreven naar aanleiding van een dodelijke mishandeling van een zestienjarige jongen in Stockholm in 2007.
Haar derde album ‘Innan jag kände dig’ (vertaling: ‘Voor ik jou kende’) werd op 14 september 2011 uitgebracht. Ook dit album werd binnen drie maanden bekroond met een gouden en platina plaat. Na het verschijnen van het derde album ging ze in de herfst van 2011 op najaarstournee door Zweden, Noorwegen en Denemarken. In 2012 werd ze genomineerd voor de Grammis (Zweedse equivalent van de Edisons) in de categorie Artiest van het jaar, Componist van het jaar en Zanger van het jaar. Daarnaast kreeg ze in datzelfde jaar het ‘Evert Taube-stipendiet’, een Zweedse literatuur- en muziekprijs. Ook haar vierde album ‘Om du vill vara med mig’ (vertaling: ‘Als je bij me wil zijn’) haalde direct hoge notering in zowel Zweden als Noorwegen toen het verscheen op 2 oktober 2013. In Oslo begon ze op 23 oktober 2013 aan een groot tournee door Zweden, Noorwegen, Denemarken en Finland. Vanwege het grote succes volgden er extra concerten in onder andere Stockholm, Göteborg en Oslo.
Op 27 november 2015 werd haar vijfde album ‘Jag går nu’ (vertaling: ‘Ik ga nu’) uitgebracht. De uitgave van het album werd gevolgd door een herfsttournee in 2015 en een zomertournee in 2016 door Zweden, Noorwegen en Finland.
 Net als al haar voorgaande albums werd ook dit album met een gouden en platina plaat bekroond. Hoewel er bij eerdere tournees altijd en band meeging, ging ze eind 2017 voor het eerst solo op herfsttournee door Zweden, Noorwegen en Finland. Tien jaar na ze haar debuutalbum had uitgebracht ging ze in de zomer van 2018 wederom met een band op tournee door Zweden, Noorwegen en Denemarken.
Op 13 september 2019 verscheen haar zesde album ‘Konstgjord andning’ (vertaling: ‘Kunstmatige ademhaling’). Op dit album zijn ook twee samenwerkingen te vinden met zowel Kaah als Whitecollar. Ook de uitgave van dit album werd gevolgd door een tournee. In eind 2019 en begin 2020 ging ze op tournee door Zweden, Noorwegen, Denemarken en Finland. Daarnaast ontving ze in 2020 de ‘Orusts stora Evert Taube-pris’, een Zweedse muziekprijs.

## Discografie

### Studioalbums
| Titel                   | Album details | Hoogste positie | Hoogste positie | Hoogste positie |
| Titel                   | Album details | SWE             | NOR             | DAN             |
| ----------------------- | --- | --------------- | --------------- | --------------- |
| Långa nätter            | - Datum van verschijnen: 30 april 2008 - Label: Sony Music/Arista - Beschikbaar als: CD, langspeelplaat, digitale download      | 7               | —               | —               |
| Säg ingenting till mig  | - Datum van verschijnen: 14 oktober 2009 - Label: Sony Music - Beschikbaar als: CD, langspeelplaat, digitale download           | 4               | 2               | 15              |
| Innan jag kände dig     | - Datum van verschijnen: 14 september 2011 - Label: Sony Music/Svedala - Beschikbaar als: CD, langspeelplaat, digitale download | 1               | 3               | 26              |
| Om du vill vara med mig | - Datum van verschijnen: 2 oktober 2013 - Label: Sony Music/Svedala - Beschikbaar als: CD, langspeelplaat, digitale download    | 2               | 1               | —               |
| Jag går nu              | - Datum van verschijnen: 27 november 2015 - Label: Sony Music - Beschikbaar als: CD, langspeelplaat, digitale download          | 4               | 9               | —               |
| Konstgjord andning      | - Datum van verschijnen: 13 september 2019 - Label: Sony Music - Beschikbaar als: CD, langspeelplaat, digitale download         | 4               | 35              | —               |

### Ep's
| Titel                                | Ep details                                                                                         | Hoogste positie |
| Titel                                | Ep details                                                                                         | SWE             |
| ------------------------------------ | -------------------------------------------------------------------------------------------------- | --------------- |
| Så mycket bättre 2021 – Tolkningarna | - Datum van verschijnen: 18 december 2021 - Label: Sony Music - Beschikbaar als: digitale download | 3               |

### Singles
| Jaar | Titel                                          | Hoogste positie | Hoogste positie | Album/ep                             |
| Jaar | Titel                                          | SWE             | NOR             | Album/ep                             |
| ---- | ---------------------------------------------- | --------------- | --------------- | ------------------------------------ |
| 2007 | "Långa nätter"                                 | —               | —               | Långa nätter                         |
| 2007 | "Kungsholmes Havn"                             | —               | 3               | Långa nätter                         |
| 2008 | "Som jag hade dig förut" (met Lars Winnerbäck) | 58              | —               | Långa nätter                         |
| 2009 | "Lät du henne komma närmre"                    | 20              | —               | Säg ingenting till mig               |
| 2009 | "Jag kan inte skilja på"                       | 52              | —               | Säg ingenting till mig               |
| 2010 | "Falla fritt"                                  | —               | —               | Säg ingenting till mig               |
| 2010 | "Vem lämnade vem"                              | —               | —               | Säg ingenting till mig               |
| 2011 | "Innan jag kände dig"                          | —               | —               | Innan jag kände dig                  |
| 2011 | "Under löven"                                  | 40              | —               | Innan jag kände dig                  |
| 2011 | "Jag saknar dig mindre och mindre"             | 35              | —               | Innan jag kände dig                  |
| 2013 | "Om du vill vara med mig"                      | 52              | —               | Om du vill vara med mig              |
| 2015 | "Du går nu"                                    | 52              | —               | Jag går nu                           |
| 2015 | "Jag har gjort det igen"                       | —               | —               | Jag går nu                           |
| 2019 | "Du brukade kalla mig för baby" (feat. Kaah)   | —               | —               | Konstgjord andning                   |
| 2019 | "Regnet"                                       | —               | —               | Konstgjord andning                   |
| 2019 | "För varje gång"                               | —               | —               | Konstgjord andning                   |
| 2021 | "Lämna honom"                                  | 3               | —               | Så mycket bättre 2021 - Tolkningarna |
| 2021 | "Aldrig vågat"                                 | 18              | —               | Så mycket bättre 2021 - Tolkningarna |
| 2021 | "Lova ingenting"                               | 42              | —               | Så mycket bättre 2021 - Tolkningarna |
| 2021 | "Dum av dig"                                   | 48              | —               | Så mycket bättre 2021 - Tolkningarna |
| 2021 | "Parklands"                                    | 56              | —               | Så mycket bättre 2021 - Tolkningarna |
| 2021 | "Älska mig"                                    | 92              | —               | Så mycket bättre 2021 - Tolkningarna |